# Parkstadt Schwabing

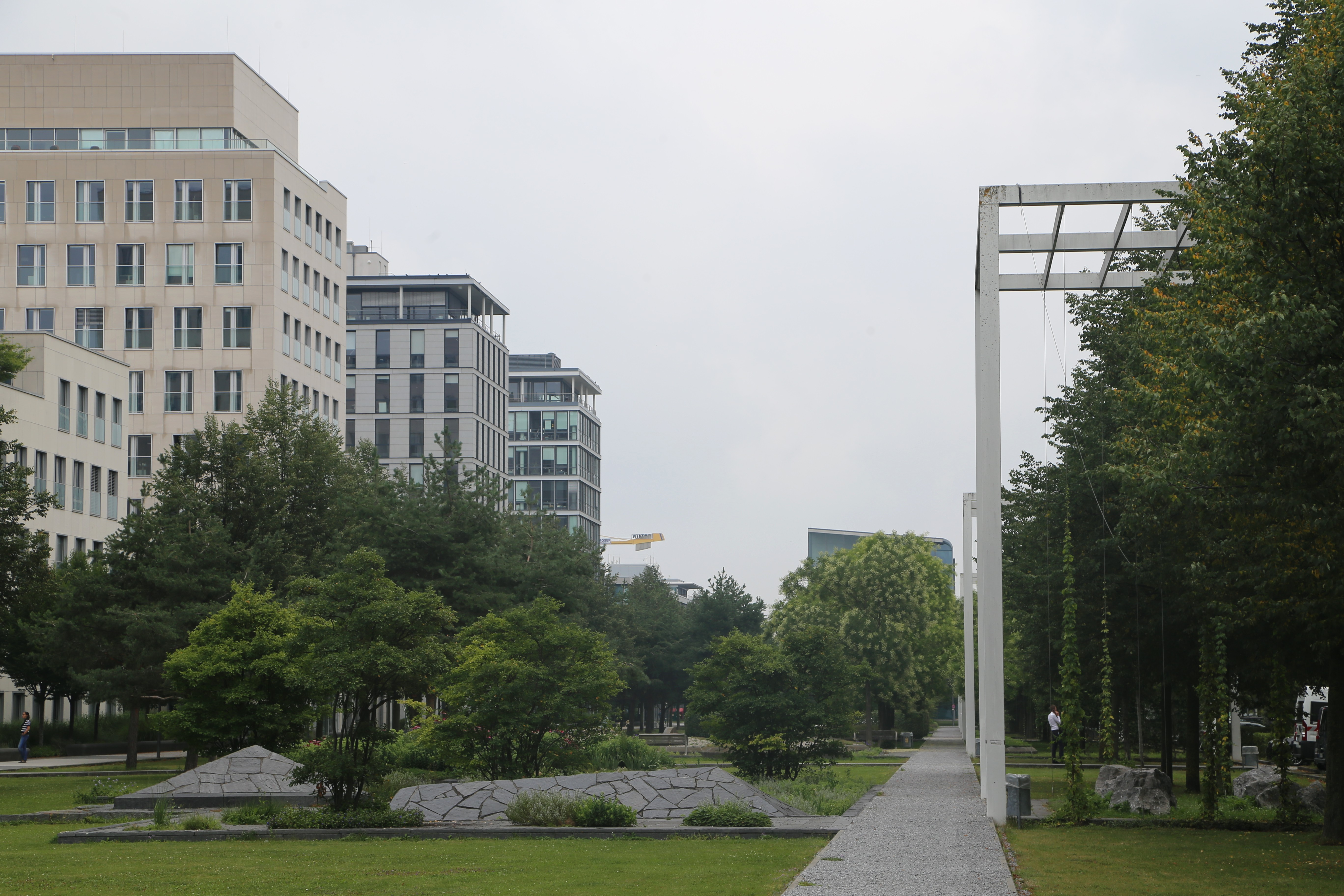
Zentraler Park der Parkstadt Schwabing

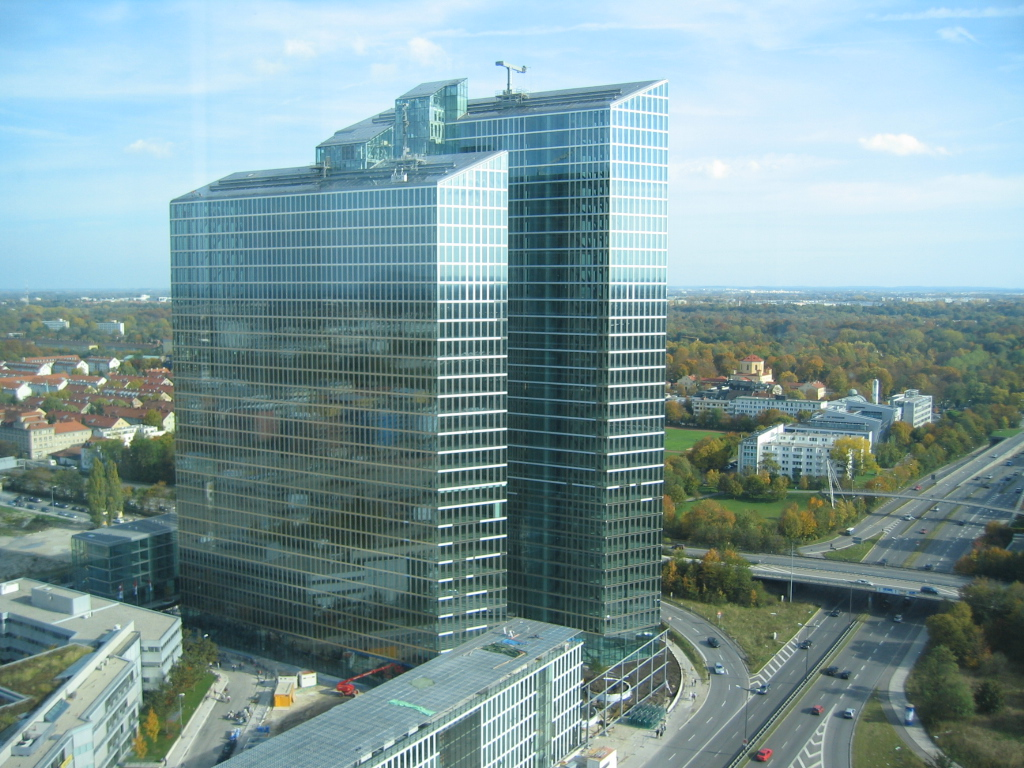
Highlight Towers

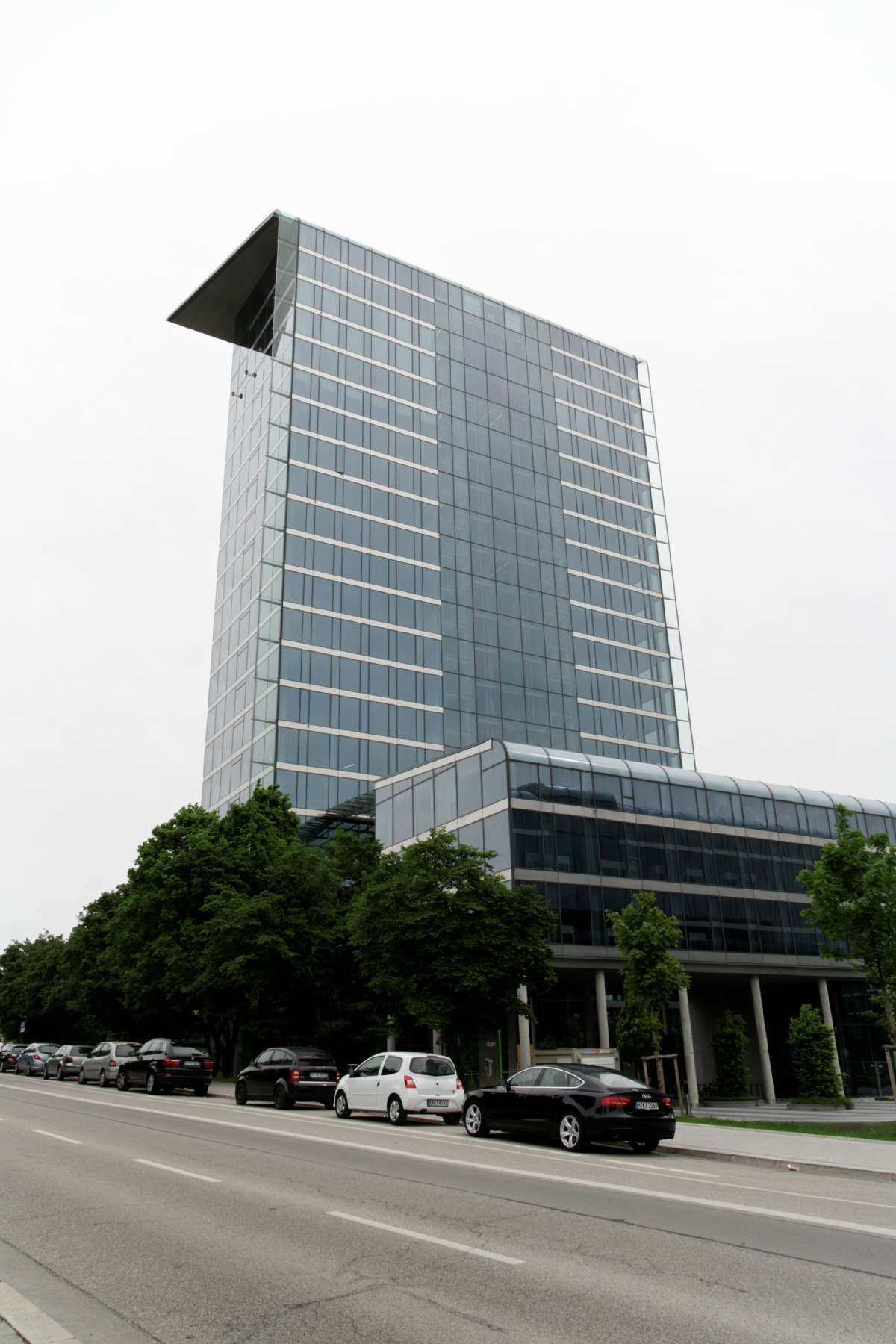
m.pire

Die Parkstadt Schwabing ist ein 40,5 Hektar großes Stadtquartier im Münchner Stadtteil Schwabing (Stadtbezirk Schwabing-Freimann – Bezirksteil Alte Heide-Hirschau), mit Gewerbegebäuden um einen Zentralen Park und einer Wohnsiedlung entlang der neuen Tramlinie 23.

## Beschreibung

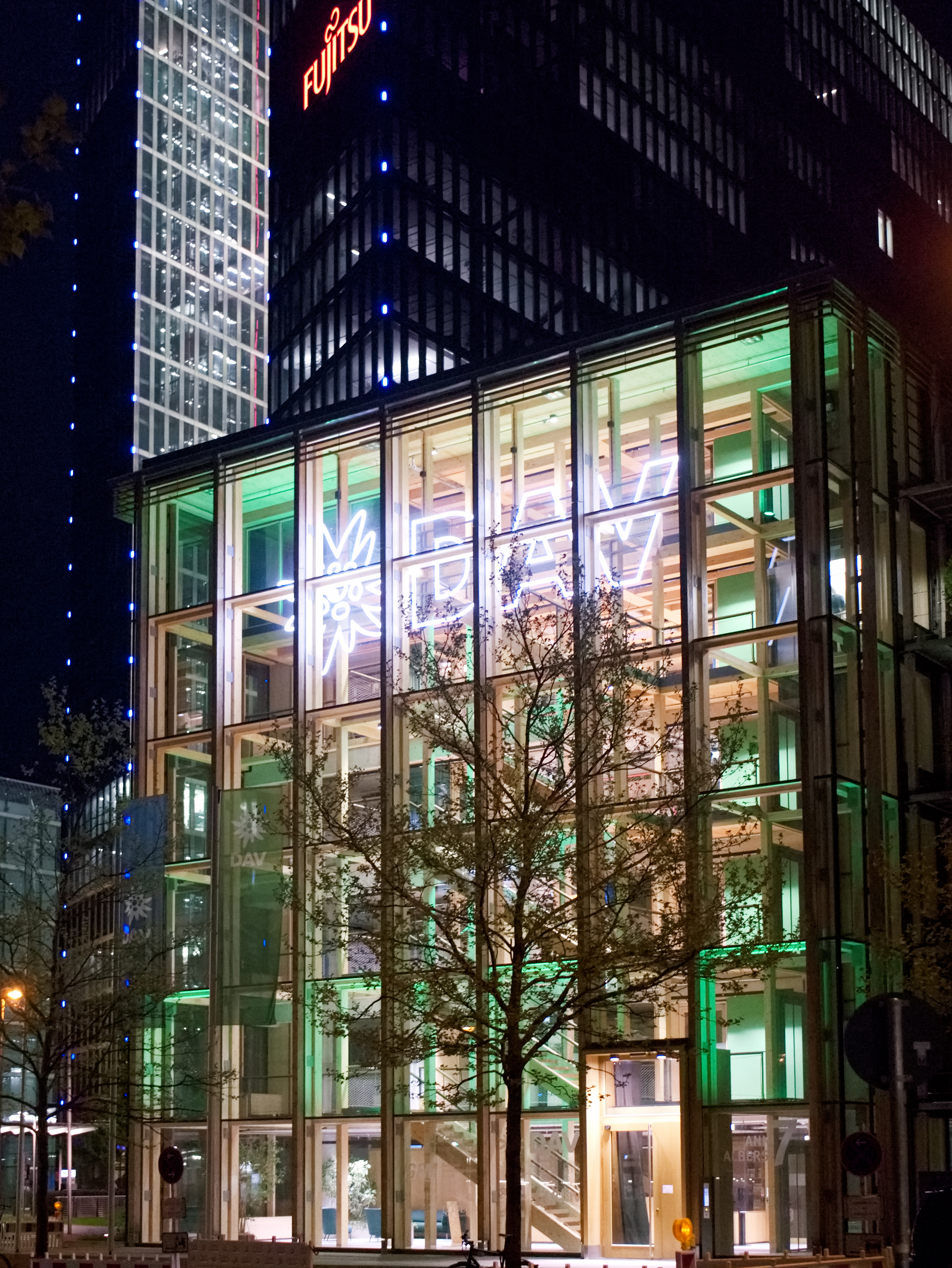
Bundesgeschäftsstelle des DAV

Die Parkstadt Schwabing liegt zwischen der Leopoldstraße im Westen, der Schenkendorfstraße im Süden, der A 9 nach Nürnberg im Osten und der Domagkstraße im Norden.
Das Stadtviertel besteht aus einem Büro-, Hotel- und Geschäftszentrum mit rund 12.000 Arbeitsplätzen im Dienstleistungs- und Gewerbesektor sowie einem Wohngebiet mit 1500 Wohneinheiten, von denen 500 durch Sozialen Wohnungsbau entstanden sind. Dem Leitbild der Münchner Siedlungsperspektive „kompakt-urban-grün“ folgend, besitzt die Parkstadt Schwabing als Kernstück einen 650 Meter langen und 40 Meter breiten Parkstreifen, der Zentraler Park genannt wird. Außerdem befinden sich hier mit den Highlight Towers das zweit- und das vierthöchste Hochhaus der Stadt. Im Norden der Parkstadt steht das m.pire.
In der Parkstadt befinden sich u. a. die Verwaltung der Commerzbank, eine Filiale der Deutschen Bundesbank, die Deutschland-Zentrale von Microsoft, MAN Truck & Bus, die Parteizentrale der CSU, die Münchner Rück, Swiss Life, Siemens Nixdorf, Amazon, Accenture, GE Healthcare, Interhyp, Osram, Fashion Mall Munich und Fujitsu sowie die Bundesgeschäftsstelle des DAV. Die Hotelketten Marriott International und Renaissance Hotels betreiben jeweils ein Hotel im Stadtteil.
Der Anschluss an den öffentlichen Nahverkehr geschieht über die U6 mit den U-Bahnhöfen Nordfriedhof und Alte Heide. Seit Dezember 2009 verbindet die Tramlinie 23 die Parkstadt über die Schenkendorfbrücke mit dem Quartier Schwabinger Tor bis zur Münchner Freiheit im Süden und dem Stadtviertel Domagkpark (auf dem Areal der ehemaligen Funkkaserne) im Norden.

## Geschichte
Im Rahmen der städtischen Richtlinie der „Sozialgerechten Bodennutzung“ wird seit dem Jahr 2000 das 40,5 Hektar große ehemalige Industriegebiet nach Plänen der Architekten André Perret und dem Landschaftsarchitekt Rainer Schmidt zu einem neuen Stadtteil in Schwabing-Freimann umgestaltet. Das Gebiet wurde vollständig neu geordnet, bisherige Straßen wie die Duisburger Straße, Krefelder Straße, Ruhrortstraße und Magdeburger Straße wurden überbaut bzw. verlegt. Der Name geht wohl auf den „Projektbeirat Parkstadt Schwabing“ zurück.

## Wohnsiedlung

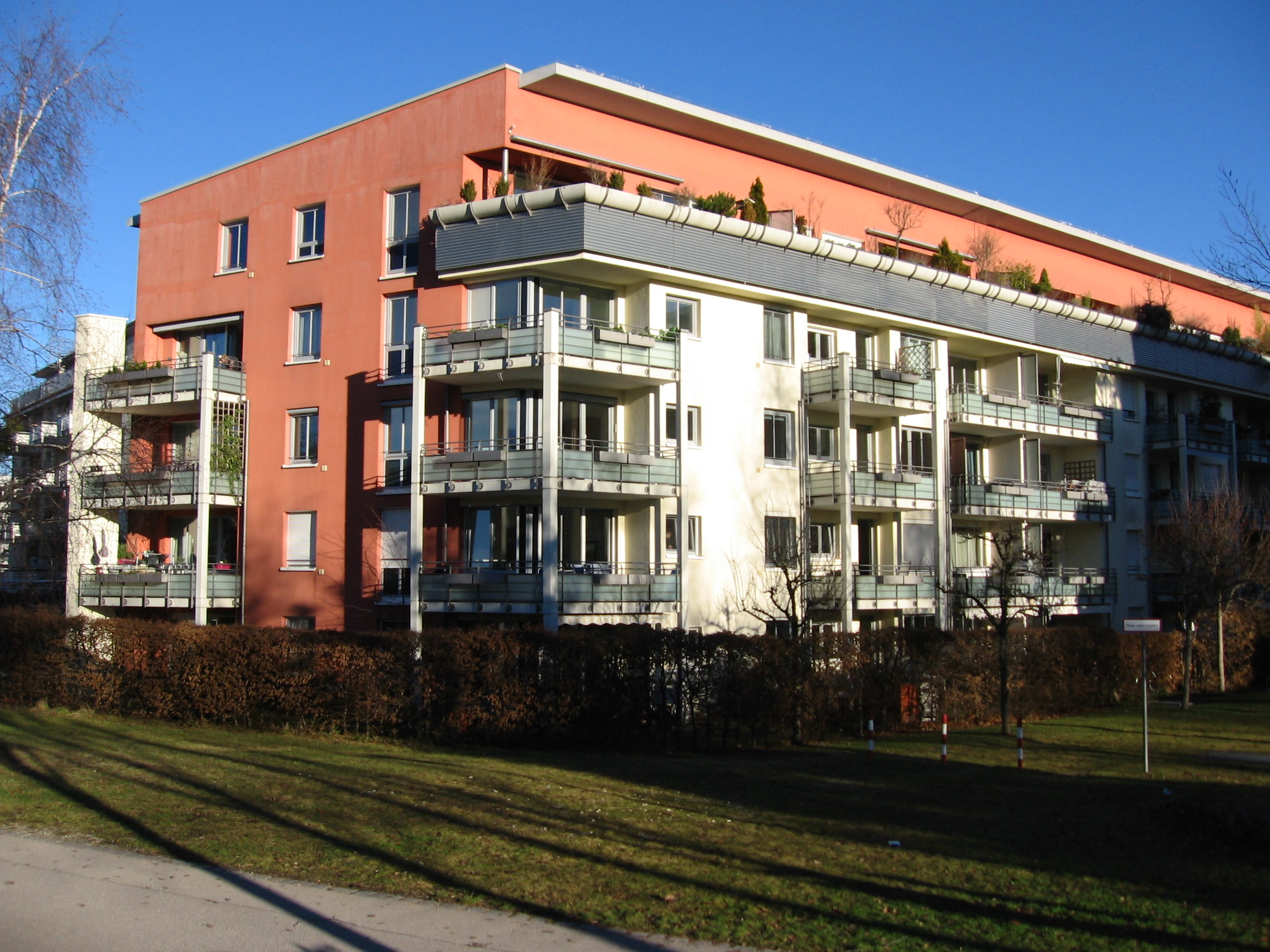
Wohngebäude Gunta-Stölzl-Straße an der Trambahnlinie 23

Parallel zu den Gewerbegebäuden rund um den Zentralen Park entstand seit 2000 eine geschlossene Wohnsiedlung entlang der Trambahnlinie 23 bis zur Domagkstraße hiin. Ein kleines Einkaufszentrum versammelt dort Geschäfte für den täglichen Bedarf. Mehrfamilienhäuser für 2 500 Bewohner mit ausreichend Abstandsgrün und Kinderspielplätze werden durch eine Front von Bürogebäuden streng vom Zentralen Park abgeriegelt. Eine rudimentäre soziale Infrastruktur besteht aus 3 Kinderkrippen, 2 Kitas und einem Sportplatz am Ende der Marianne-Brandt-Straße.
Ein urbanes Umfeld mit Freizeitangeboten und Gastronomie gibt es inzwischen nur im angrenzenden Domagkpark. Räumlichkeiten für einen Nachbarschaftstreff innerhalb der Parkstadt Schwabing befinden sich in der Lilly-Reich-Straße 10. Ein weiteres urbanes Umfeld befindet sich im neuen Stadtquartier Schwabinger Tor.
In Eigeninitiative haben Bewohner einen Gemeinschaftsgarten auf einer 15 mal 30 Meter großen Rasenfläche an der Wilhelm-Wagenfeld-Straße geschaffen. Die 10 Hochbeete werden von 15 Mitgliedern des an den Trägerverein „Haus am Schuttberg“ angegliederten Gartenprojektes „Stadtgemüse“ bepflanzt und gepflegt.
Wohngebäude an der Marianne-Brandt-Straße beherbergen 55 Wohnungen eines Pilotprojektes des Konzeptionellen Mietwohnungsbaus und 45 Wohnungen gemäß dem München-Modell-Miete, beziehungsweise München-Modell-Genossenschaft.  Der Konzeptionelle Mietwohnungsbau KMB enthält energetische, ökologische und wohnungspolitische Bestandteile und knüpft im Ausschreibungsverfahren die Grundstücksvergabe an ein überzeugendes Bewerberkonzept.
Für ein noch unbebautes Grundstück an der Ecke Anni-Albers-Straße und Lyonel-Feininger-Straße schlug der Bezirksausschuss Schwabing-Freimann 2016 vor, den geltenden Bebauungsplan zu ändern und weitere Wohnungsbauten zu erstellen. Läden, Gaststätten und eine Bürger-Begegnungsstätte in den Erdgeschossbereichen sollten ein bisher fehlendes Quartierszentrum bilden.
Inzwischen ist der private Projektentwickler wieder zum ursprünglichen Bebauungsplan von 1999 zurückgekehrt, indem er überwiegend Gewerberäume und nur einen kleinen Anteil an Wohnungen auf dem Baulücken-Grundstück Ecke Anni-Albers-Straße und Lyonel-Feininiger-Straße verwirklichen möchte. Es verbleiben schließlich noch 3 unbebaute Grundstücke mit insgesamt 17 000 Quadratmetern in der Parkstadt Schwabing.
Für die angespannte Parkraumsituation in der Parkstadt Schwabing wird noch nach angemessenen Lösungen gesucht. 200 Firmen mit ihren 12 000 Mitarbeitern und 2 500 Bewohner verursachen täglich 12 000 Autobewegungen. Parken wird künftig nur noch für eine gewisse Dauer und gegen Entgelt möglich sein. Im angrenzenden Quartier Domagkpark hat das „Civitas Eccentric Projekt für nachhaltige Mobilität“ in Zusammenarbeit mit der Münchner Verkehrsgesellschaft MVG  Aufladestationen für Elektroautos und eine Ausleihstation auch für Elektrofahrräder in der Fritz-Winter-Straße 3 ermöglicht.

## Kultur
Seit 2002 gibt es in der Black Box, Georg-Muche-Straße 4, die Ausstellungsräume der Alexander Tutsek-Stiftung  mit wechselnden Ausstellungen zeitgenössischer Kunst, insbesondere Skulpturen, Fotografien, und Objekten aus Glas.